# من آفرید سوپ
من آفرید سوپ (انگلیسی: Man Afraid Soap; ۲ اکتبر ۱۸۶۹ – ۱۹ ژوئن ۱۹۳۷) بازیکن لاکراس اهل کانادا بود.